# Espaillat (piłka siatkowa kobiet)
Espaillat  - żeński klub piłki siatkowej z Dominikany. Swoją siedzibę ma w Moca. Został założony w 2007.